# Conrad Winter
Pour les articles homonymes, voir Winter.
Conrad Winter, né le 1er novembre 1931 à Strasbourg et mort le 6 septembre 2007 dans la même ville, est un écrivain français, poète engagé de la cause alsacienne.

## Œuvres
- Pour l'homme sans condition, PJ Oswald, 1969
- Le cerveau imaginaire, PJ Oswald, 1970
- L'ordre liquide, Saint-Germain-des-Prés, 1971
- Leeder vumm roode Haan, chez l'auteur, 1972
- Chanson pour un métier, Vodaine, 1973
- Antiproverbiales, Vodaine, 1974
- Vogelfrei, Poësia, Saverne, 1974
- La chanson des images, Fagne, Bruxelles, 1975
- Lieder vunn de Sunnebluem (poèmes dédiés au village de Durningen), CEDA, Strasbourg, 1977
- Kerzelicht (illustrations de Camille Claus), chez l'auteur, 1978
- Petite anthologie de la poésie alsacienne, vol. 9, Kridestaub, 1979
- Cailloux blancs, chez l'auteur, 1979
- Vierwinde, chez l'auteur, 1980
- Kridestaub, assoc. J.B.Weckerlin, 1981
- In dieser Sprache, avec Adrien Finck et André Weckmann, Olms-Presse, Hildesheim, 1981
- « Ich heisse Niemand », in Adrien Finck, André Weckmann, Conrad Winter, In dieser Sprache : neue deutschsprachige Dichtung aus dem Elsass, 1981
- Widerhakensprüche, Pfälzische Verlagsanstalt, Landau, 1991
- Ich will lewendi sinn, Oberlin, Strasbourg, 1992
- Laconismes, Illustrations de Tomi Ungerer, BF Editions, 1996
- La chanson des images (illustrations de Camille Claus), 2001
- Cailloux blancs (avec une illustration de Camille Claus et cinq aquarelles d'Aliette Winter), 2007